# رودولف كونيغ
رودولف كونيغ (بالألمانية: Rudolf König)‏ (و. 1865 – 1927 م) هو عالم فلك، ورسام الخرائط من النمسا . ولد في فيينا .
توفي عن عمر يناهز 62 عاماً.